# (73415) 2002 LZ32
(73415) 2002 LZ32 – planetoida z pasa głównego asteroid okrążająca Słońce w ciągu 4,59 lat w średniej odległości 2,76 j.a. Odkryta 3 czerwca 2002 roku.